# ヴィクトリア・フラー
ヴィクトリア・フラー（Victoria Fuller、1970年12月11日 - ）はアメリカ合衆国のモデル。カリフォルニア州サンタバーバラ出身。